# Schloss Overhagen

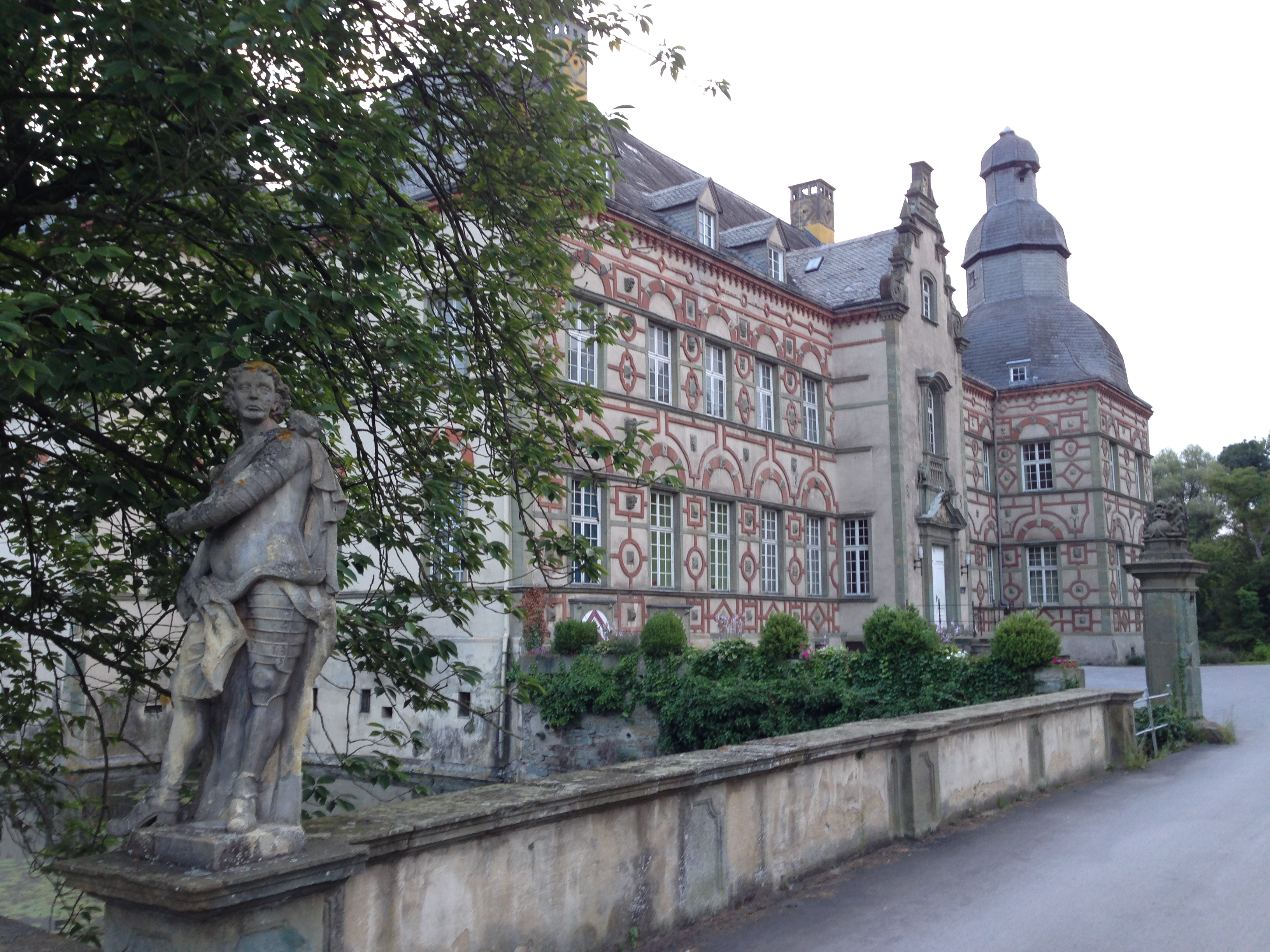

Das Schloss Overhagen im gleichnamigen Stadtteil der heutigen Stadt Lippstadt geht auf mittelalterliche Vorläufer zurück. Der heutige Bau wurde 1619 im Stil der Lipperenaissance erbaut und im 18. Jahrhundert barock erweitert.

## Schlossgeschichte
Die Ursprünge des heutigen Baus gehen auf das 13. Jahrhundert zurück. Eine erste Erwähnung stammt von 1203. Erste Besitzer und möglicherweise auch Bauherren waren die Herren von Overhagen. Die Wasserburg ging noch im selben Jahrhundert in den Besitz der Herren von Schorlemer über. Über die folgenden Jahrhunderte gibt es nur wenige Nachrichten.

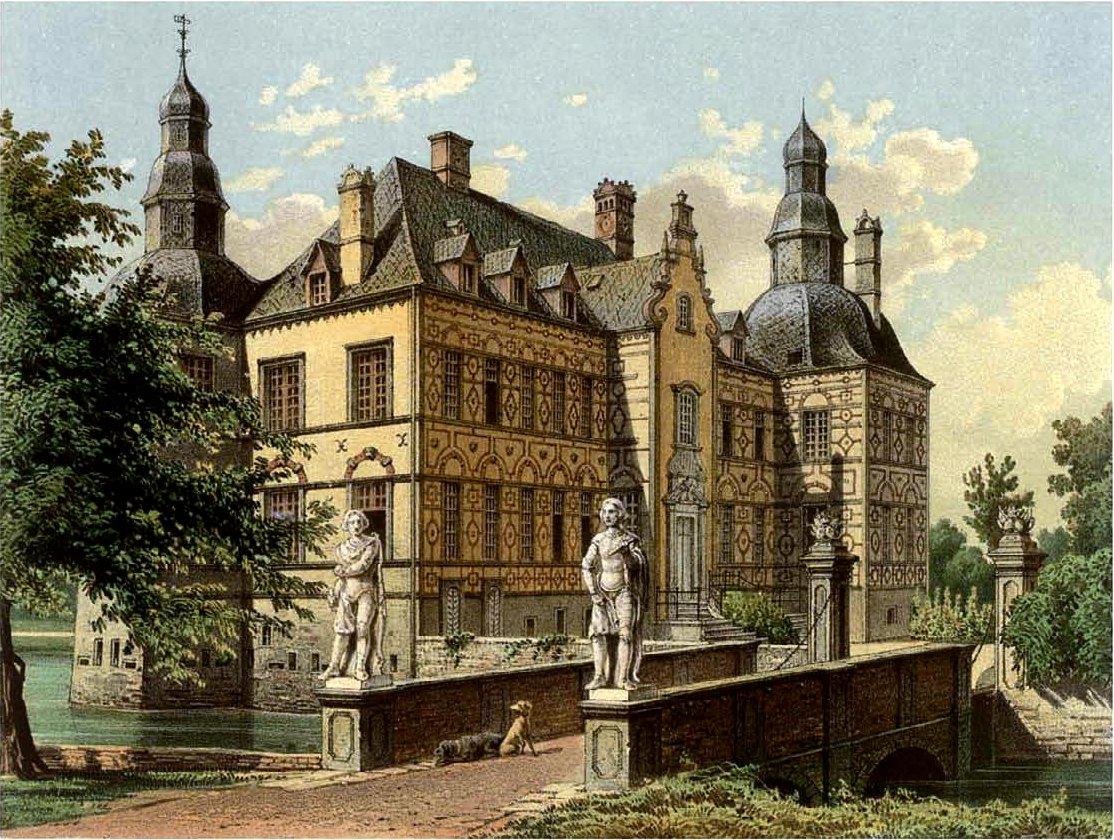
Schloss Overhagen um 1860, Sammlung Alexander Duncker

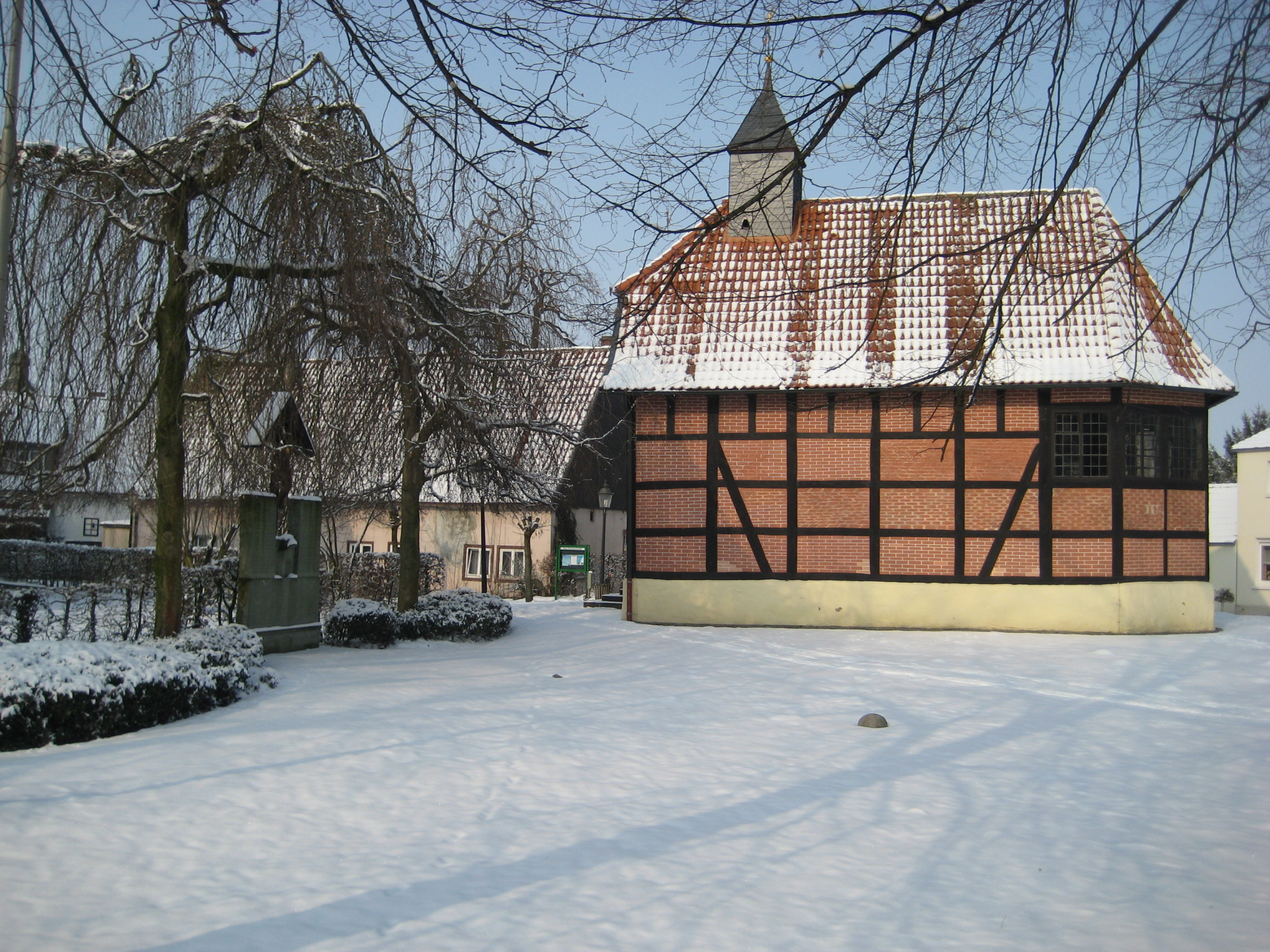
Schlosskapelle

Der alte Bau wurde 1619 abgerissen und durch einen Neubau im Stil der Lipperenaissance ersetzt. Der Baumeister war Laurenz von Brachum der Jüngere. Es handelt sich um einen langgestreckten, zweigeschossigen, auf drei Seiten von Gräften umgebenen Bau, gerahmt von zwei Eckpavillontürmen mit hohen gestuften Barockhauben, die diagonal zum Hauptbaukörper versetzt sind. Die parkseitigen Schaufassade zeigt auf Putz eine Gliederung aus roten Bändern, die mit geometrischen Formen Beschlagwerkmotive der Renaissance aufnimmt. Zwischen die Rahmungen sind Diamantquader und figürliche Ziersteine, die Tierköpfe, menschliche Porträts und Fratzen zeigen, eingesetzt.
Im Jahr 1720 wurden die Bauten der Vorburg im barocken Stil errichtet. Beteiligt war nachweislich Nikolaus Wurmstich und Michael Spanner. Weitere Umbauten, darunter ein Portalrisalit, stammen aus dem Jahr 1735. Wahrscheinlich war Franz Christoph Nagel nun der verantwortliche Baumeister. Um das Jahr 1850 folgte ein weiterer Umbau und eine Modernisierung des Inneren. Der Giebel im Stil der Renaissance stammt auch aus dieser Zeit.
Haupthaus und Vorburg sind auf zwei Inseln errichtet. Zum Schloss gehören ein Park sowie eine Schlosskapelle. Umgeben ist die Anlage von einer Gräfte.
Bis 1945 lebte die Familie von Schorlemer im Schloss. 1962 verpachtete sie die Anlage auf 99 Jahre an einen Schulverein. Seither beherbergt der Bau ein privates Gymnasium. 2014 hat die Deutsche Stiftung Denkmalschutz Sanierungsmaßnahmen am Dach mit 90.000 Euro unterstützt.

## Schulgeschichte
Zu Ostern 1962 setzten eine Handvoll Lehrer, eine Sekretärin und ein Hausmeister ihren lange vorbereiteten Plan in die Tat um. Ermöglicht durch das privatschulfreundliche Gesetz in NRW eröffneten sie ein Gymnasium in eigener Trägerschaft, um ihre eigenen Ansichten von Schule, Unterricht, Hausaufgabenbetreuung und sinnvoller Freizeitgestaltung zu verwirklichen. Ein Jahr später am 22. Juni 1962 fand die feierliche Einweihung des Kollegs Schloss Overhagen statt.
Am 30. Juli 1963 verunglückte der Gründer und Direktor des Privatgymnasiums Overhagen bei einem schweren Verkehrsunfall auf der Bundesstraße 55 in Höhe des ehemaligen Bahnhofes Bad Westernkotten tödlich. Durch den plötzlichen Tod von Schulleiter Karl Hovermann drohte der gesamte Schulbetrieb im Jahr 1963 zusammenzubrechen, doch durch das Engagement aller Beteiligten konnte der Schulbetrieb gesichert werden und Oberstudiendirektor Edwin Röttele übernahm die Leitung des Gymnasiums Schloss Overhagen. Erika Hovermann übernahm nach dem schweren Verlust ihres Mannes die Leitung des Internates und führte im Schulverein, also dem Träger der Schule, den Vorsitz. Die Schulgebäude wurden in den darauf folgenden Jahren zügig ausgebaut. Es folgten Gebäude für den naturwissenschaftlichen Trakt sowie im Herbst 1963 der Start des Umbaus eines ehemaligen Wirtschaftsgebäudes, der sogenannten „Schlossvorburg“, in eine Turnhalle. Zu Weihnachten 1964 war die Turnhalle fast fertiggestellt.
Im Februar 1965 gegen 14:30 Uhr fing die Turnhalle Feuer, ausgelöst durch handwerkliche Schweißarbeiten zwischen dem Dachboden und der Plattendecke. Dieses konnte durch eine Wasserkette mit dem Wasser der Gräfte eingedämmt und schließlich durch die herbeigerufene Feuerwehr mit Hilfe des Löschwassers aus der Gräfte gelöscht werden. Um den neuen Hallenfußboden zu retten, wurden Sägespäne gestreut, die das Löschwasser aufsaugen sollten. Die Schäden an der Turnhalle, die schwer in Mitleidenschaft gezogen worden war, konnten in kürzester Zeit behoben werden.
In den ersten Jahren wurde der Schulbau in Eigenleistung nach alter Bauart vorgenommen, später jedoch auf Fertigbauweise umgestellt. Durch Herrn Hendrikks (Vater eines Schülers) wurden die neuen Fertigbauten konzipiert sowie beratend und unterstützend ausgeführt.
Bereits im zweiten Jahr nach der Gründung formte sich die ursprüngliche Jungenschule zu einer Bildungsstätte für Mädchen und Jungen, nachdem Eltern bei der übergeordneten Schulbehörde eine Sondergenehmigung beantragt und auch erhalten hatten. Die Anzahl der Mädchen stieg von Jahr zu Jahr und lag bei manchen Jahrgängen dann bei nahezu 50 Prozent. 1970 konnte die erste Abiturientin verabschiedet werden.
1973 war die Schule in ihrem Bau fertiggestellt. Im gleichen Jahr trat Ewald Wippermann die Nachfolge für den scheidenden Schulleiter Edwin Röttele an.
Der „Pillenknick“ brachte jedoch auch für diese noch recht junge Schule Gefahren mit sich, da die Schülerzahlen wie vielerorts rückläufig waren. 1981 stellte sich die Frage, ob das Gymnasium noch gebraucht würde. Den Eltern, Schülern und Lehrern gelang es die Gefahr der drohenden Schließung des Gymnasiums abzuwenden. Daran hatte allerdings auch die Stadt Lippstadt einen maßgeblichen Anteil durch ihr Einlenken in dieser Angelegenheit.
Unter der Leitung von Wolfgang Brülle zählt das Gymnasium Schloss Overhagen bis 2013 ca. 600 Schüler und 35 Lehrern. Im Zuge von G8 gehen über 500 Schüler auf das Schlossgymnasium. Nach wie vor umgibt der Schlosspark mit seiner Wasserfläche, reichem Baumbestand und den Rasenflächen das Schulgelände. Das eigentliche Schlossgebäude, in dem einmal alles begann, wird nur noch bis auf wenige Räume für das Gymnasium genutzt. Das Gymnasium befindet sich in einem Flachdach-Neubau hinter dem Schlossgelände.
Am 20. Oktober 2011 wurde in einem Elternbrief die Schließung des Gymnasiums Schloss Overhagen angekündigt. Durch das erneute Engagement der Schüler, Eltern und Lehrer konnte die Schulschließung abgewendet werden.
Seit August 2015 wird die Schule von Dirk Zacharias geleitet. Mit Hilfe der Elternunterstützung, großzügiger Spenden und Stiftungsgeldern konnte innerhalb von drei Jahren ein großer Teil des Schlossdaches saniert werden und die Ausstattung der Schule in vielen Bereichen erheblich weiter entwickelt werden.